# Amianthium
Amianthium, monotipski biljni rod iz porodice čemerikovki raširen po istočnim predjelima Sjedinjenih država. Jedina vrsta je otrovna biljka A. muscitoxicum, zeljasta trajnica čije ime na latinskom znači "otrov za muhe"; svi dijelovi biljke su otrovni. 
Amianthium muscitoxicum je otrovna, ne samo za muhe, nego i za ostale životinje i ljude, naročito za stoku na paši pa je vernakularno poznata kao 'Stagger Grass', jer stoka nakon njezine konzumacije počinje teturati
Naraste preko jednog metra visine.

## Sinonimi
- Chrosperma Raf.
- Chrysosperma Kuntze
- Crosperma Raf.
- Endocles Salisb.
- Anthericum subtrigynum Jacq.
- Amianthium macrotox Raf.
- Chrosperma laetum (Aiton) Raf.
- Chrysosperma muscatoxicum (Walter) Kuntze
- Crosperma laeta (Aiton) Raf.
- Crosperma phalangioides (Desr.) Raf.
- Endocles laetum (Aiton) Salisb.
- Helonias erythrosperma Michx.
- Helonias laeta (Aiton) Ker Gawl.
- Leimanthium laetum (Aiton) Willd.
- Leimanthium pallidum Willd.
- Melanthium myoctonum J.F.Gmel.
- Melanthium phalangioides Desr.